# Prosopocera splendida
Prosopocera splendida är en skalbaggsart. Prosopocera splendida ingår i släktet Prosopocera och familjen långhorningar.

## Underarter
Arten delas in i följande underarter:
- P. s. splendida
- P. s. wittei